# Érico Coelho
Érico Marinho da Gama Coelho (Cabo Frio, 7 de março de 1849 – Rio de Janeiro, 26 de novembro de 1922) foi um médico, jornalista, professor, político e senador do Brasil durante a República Velha (ou Primeira República).

## Biografia
Formou-se pela então Faculdade de Medicina do Rio de Janeiro, tornou-se obstetra ginecologista.
No estado do Rio de Janeiro foi político na cidade de São Fidélis e juiz municipal em Cabo Frio, sua cidade natal. Era membro da Igreja Evangélica Brasileira e maçom.
Atuou ao lado do jornalista e político Quintino Bocaiúva na defensa dos ideais republicanos. Criou na cidade de São Fidélis o jornal O Povo, onde se criticava a monarquia brasileira e à atuação da Igreja Católica.
Foi professor da Faculdade de Medicina do Rio de Janeiro e, depois, nomeado seu diretor pelo marechal Deodoro da Fonseca.
Iniciou sua carreira politica ainda no período do Império, quando durante o Segundo Reinado tornou-se Deputado Provincial pelo Rio de Janeiro. Já durante o período republicano, tornou-se deputado federal e, durante este momento, participou dos trabalhos de elaboração da primeira constituição republicana, a Constituição brasileira de 1891. Posteriormente ainda seria eleito senador pelo Rio de Janeiro em duas oportunidades, em uma delas substituindo Francisco Portela.
Durante toda a sua vida parlamentar e em sua atuação jornalística, foi um grande defensor da emancipação social e política das mulheres, tendo sido um dos principais propugnadores do divórcio.

## Homenagens
Érico Marinho da Gama Coelho é o patrono da cadeira número 16 - Secção de Medicina - da Academia Nacional de Medicina - ANM.
Em sua cidade natal, Cabo Frio, uma das principais ruas comerciais do centro das cidade recebeu o seu nome. Além de possuir outras vias públicas em sua homenagem noutros municípios fluminenses.
Na minissérie Desejo, produzida pela Rede Globo de Televisão do Brasil, Érico Coelho foi interpretado pelo ator Oswaldo Louzada.